# برنامج بيسبايس

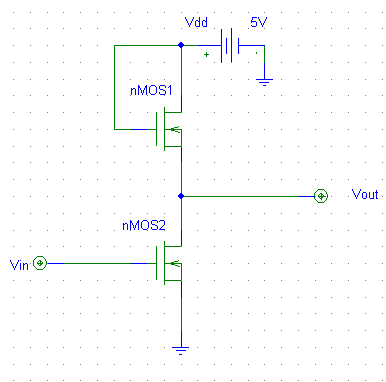

برنامج بيسبايس (بالإنجليزية : PSpice) هو برنامج محاكاة منطقي للدوائر التناظرية والرقمية لمايكروسوفت ويندوز. وقد اكتسب هذا الاسم اختصارًا لكلمات من الإنجليزية تعني برنامج محاكاة مركز للدوائر المتكاملة (Simulation Program with Integrated Circuit Emphasis).

## التاريخ
برنامج بيسبايس طُور في البداية من قبل شركة (MicroSim)، وتم استخدامه في أتمتة التصميم الإلكتروني. تم شراء الشركة من قبل أوركاد (OrCAD)، والتي بيعت هي الأخرى إلى شركة كيدانس لأنظمة التصميم (Cadence Design Systems).
كانت النسخة الأولى من البرنامج (UC Berkeley SPICE) من جامعة كاليفورنيا، بركلي متاحة على أجهزة الكمبيوتر الشخصية بعد أن صدرت في يناير 1984م للعمل على برنامج آي بي إم الحاسب الشخصي. النسخة الأولى كانت تعمل من اثنين من الأقراص المرنة بمساحة 360 كيلوبايت، تضمنت فيما بعد برنامجًا لعرض الموجات وتحليلها سُمي بـ (Probe). تحسنت الإصدارات اللاحقة في الأداء وانتقلت إلى مايكروكمبيوتر DEC/VAX وسن وركستاتيشن، وأبل ماكنتوش، ومايكروسوفت ويندوز.
وتم إطلاق نسخة 3.06 في عام 1988م، والتي جاءت من اثنين من الأقراص المرنة 5.25، وكانت نسخة مخصصة للطلاب والتي سمحت بالعمل غلى حد 10 ترانزيستورات.

## المميزات
أثناء التطوير، بيسبايس تطور إلى محاكاة إشارات مختطلة. تم تطوير البرمجة (software) إلى متطلبات الصناعة المعقدة. وهي الآن تعمل على إنتاج تصميمات متكاملة في أوركاد (OrCAD) أو كادينس أليقرو (Cadence Allegro). وهو يتضمن ميزات تحليل الدائرة مع التحسين التلقائي، والتشفير، ومحرر النماذج، ودعم لنماذج المُعلمات، ولإعادة تشغيل نقطة التقارب الأوتوماتيكي، وعدة حلول داخلية، وتعديل للجزء المغناطيسي، وتقديم الدعم لقالب العلاقات الغير خطية.